# Campionati Internazionali di Sicilia 1981
I Campionati Internazionali di Sicilia 1981 sono stati un torneo di tennis giocato sulla terra rossa. È stata la 2ª edizione dei Campionati Internazionali di Sicilia, che fanno parte del Volvo Grand Prix 1981. Si sono giocati a Palermo in Italia, dal 14 al 20 settembre 1981.

## Campioni

### Singolare
Manuel Orantes ha battuto in finale  Pedro Rebolledo con il punteggio di 6–4, 6–0, 6–0

### Doppio
José Luis Damiani /  Diego Pérez hanno battuto in finale  Jaime Fillol /  Belus Prajoux con il punteggio di 6–1, 6–4